# Parasite Eve II
Parasite Eve II ist ein Survival-Horror-Spiel für die PlayStation. Das Spiel wurde von Square entwickelt und 1999 in Japan und 2000 in Europa und Nordamerika veröffentlicht. Es ist die Fortsetzung des 1998 erschienenen Spiels Parasite Eve, das wiederum auf dem gleichnamigen japanischen Roman von Hideaki Sena basiert. 2010 wurde die Fortsetzung The 3rd Birthday für die PSP veröffentlicht.

## Handlung
Parasite Eve II spielt mehrere Jahre nach den Ereignissen des ersten Teils. Die Protagonistin aus dem ersten Spiel, Aya Brea, ist auch in diesem Spiel der spielbare Charakter. Sie bekommt es mit einem weiteren Ausbruch der mitochondrialen Kreaturen zu tun. Die Polizistin Aya hat sich nach dem alten Vorfall nach Los Angeles versetzen lassen, wo sie als Agentin für eine Anti Mitochondrien Einheit (M.I.T.F.) arbeitet. Die Kreaturen tauchten nämlich in letzter Zeit vermehrt in dieser Umgebung auf, aber die Angriffe wurden trotzdem immer weniger, bis Aya den Auftrag erhält, den Akropolis Tower nach einer Monstersichtung zu untersuchen. Sie macht sich nach einer vorherigen Falschmeldung (Mann in Hühnerkostüm) etwas widerwillig auf den Weg.
Doch als sie dort ankommt und einen abgestürzten Helikopter und Tote sieht, wird ihr der Ernst der Lage klar. Sie unterhält sich mit einigen anderen Beamten und fährt ins betroffene Stockwerk hoch. Dort trifft sie ein ermordetes SWAT-Team, geht aber nach der Art der Verletzungen nicht von einem Kreaturenangriff aus. Sie findet einen überlebenden Beamten, der ihr einen Schlüssel für das Café gibt, dort soll sich eine Überlebende befinden. Auf dem Weg muss Aya einen ersten Monstergegner besiegen. Die Überlebende verwandelt sich auch plötzlich in eines, doch Aya wird von Rupert, einem direkten Kollegen, gerettet. Sie untersuchen das Gebäude getrennt weiter und treffen auf Nummer 9, einem unbekannten Terroristen in einer Kampfrüstung. Rupert wird verletzt und Aya muss ihn davon abhalten, das Gebäude zu sprengen. Nach einem Kampf flüchtet Nummer 9 und die Explosionen beginnen. Im letzten Moment werden Aya und Rupert von einem Polizeihubschrauber gerettet. Aya verfolgt den Terroristen weiter in die Mojave-Wüste und einen Bunker, wo dieser Eve, der Hauptgegnerin aus dem Vorgänger, zu neuem Leben erwecken möchte, um die Welt zu erobern.

## Spielmechanik
Parasite Eve II ist eher dem Survival-Horror-Genre zuzuordnen und enthält weniger Rollenspielelemente als der Vorgänger. Zudem erfolgen die Kämpfe in Echtzeit und der Kampfbereich ist eingeschränkt. Der Ansatz ist eher typisch für traditionelle Survival-Horror-Spiele, obwohl einige Rollenspielelemente beibehalten wurden. Dazu gehört der Erhalt von Erfahrungspunkten, um Zugang zu höheren Ebenen der Parasite Energy (gleichzusetzen mit Magie) zu gelangen. Die anderen Charaktereigenschaften beinhalten HP (Hit Points oder Gesundheit) und MP (Mitochondria Points), die als Energie für die Parasite Energy Fähigkeiten genutzt werden.
Die Charaktersteuerung ist dem traditionellen Survival-Horror zuzuordnen: Aya ist in der Lage sich nach vorne und rückwärts zu bewegen und nach links und rechts schwenkbar. Die Kamerabewegung ist begrenzt, wobei in der Regel eine einheitliche Sicht auf einem Raum oder Platz beschränkt ist und nicht vom Spieler verändert werden kann.
Im Gegensatz zu ersten Teil gibt es keine Active Time Bar, die die Reihenfolge während eines Kampfes regelt. Die Kämpfe finden in Echtzeit statt, so dass der Spieler frei entscheiden kann, was er für richtig hält. Ein weiterer Unterschied ist, dass der Spieler nicht auf Off-Screen-Ziele schießen kann oder auf Ziele in weiter Entfernung. Es gibt auch keine zufälligen Kämpfe mehr; Feinde können beim Laufen gesehen werden; so kann der Spieler Konfrontationen vermeiden und Strategien planen. Das Zielen, wie bei den meisten Spielen aus diesem Genre, ist verbunden mit dem Durchschalten durch die verschiedenen Ziele in Ayas Reichweite.
Die Ausrüstung kann durch verschiedene Methoden erhalten werden. Durch Suchen, Einkaufen oder auch durch Erstellen kann man Gegenstände wie Rüstung, Waffen, Munition und Werkzeuge erhalten. Im Gegensatz zu den meisten anderen Survival-Horror-Spielen ist Munition nie Mangelware. Während Aya nur geringe Mengen von Ausrüstung mit sich tragen kann, gibt es unerschöpfliche Munitionskisten in den meisten Bereichen und man kann beliebig oft nachladen, was für einen Top-Up erforderlich ist. Dies ermutigt den Spieler zu kämpfen, anstatt zu rennen, da es bei diesem Spielprinzip die einzige Möglichkeit ist, Erfahrungspunkte zu sammeln, um stärker zu werden und um erfolgreich zu sein. Die Ausrüstung folgt dem originalen Spielkonzept und bleibt anpassbar, im Allgemeinen sind veränderte Waffen oder Rüstungen begrenzt in der Spielwelt verfügbar. Rüstungen minimieren nicht nur das Verletzungsrisiko, sondern haben auch Auswirkungen darauf, wie viel Aya tragen kann. So kann man weitere Artikel-Slots hinzufügen bis zu einer Obergrenze von 10.
Die Parasite Energy sind aufgeteilt in vier Bereiche: die offensiven Elemente sind Feuer und Wind, die defensiven Element sind Wasser und Erde.
Sobald das Spiel abgeschlossen ist, werden Bonus-Gegenstände verfügbar, die im Replay-Modus verwendet werden können. Es werden auch andere Spiel-Modi verfügbar wie Bounty Hunter oder der Scavenger-Modus, die in ihrer Spielweise schwieriger zu beenden sind. Der schwerste Spielmodus ist der Nightmare-Modus, welcher nur verfügbar wird, wenn man das Spiel im Scavenger-Modus beendet.

## Veröffentlichung
Das Spiel erschien am 16. Dezember 1999 in Japan und am 12. September 2000 in Nordamerika für die PlayStation. Zudem wurde es am 25. August 2000 im Gegensatz zu seinem Vorgänger auch in Europa veröffentlicht.
Am 24. November 2010 wurde es erst in das japanische PlayStation Network zum Download gestellt, am 31. Mai 2011 in das europäische und am 23. August 2011 in das nordamerikanische.

## Rezeption
Parasite Eve II erhielt überwiegend positive Bewertungen. Die Rezensionsdatenbank Metacritic aggregiert 14 Rezensionen zu einem Mittelwert von 79.
Das deutsche Magazin Bravo Screenfun gab dem Spiel die Note 1 und lobte vor allem die Grafik und das Kampfsystem („Tolle Grafik, große Monstervielfalt, durchdachtes Kampfsystem“), bemängelte aber die fehlende Sprachausgabe und die damit verbundenen „lautlosen Dialoge“.